# Posidonieto San Vito - Barletta
Posidonieto San Vito - Barletta este o arie protejată (arie specială de conservare — SAC, sit de importanță comunitară — SCI) din Italia întinsă pe o suprafață de 12.459 ha, integral marine.

## Localizare
Centrul sitului Posidonieto San Vito - Barletta este situat la coordonatele 41°04′48″N 17°04′25″E / 41.08°N 17.073611°E.

## Înființare
Situl Posidonieto San Vito - Barletta a fost declarat sit de importanță comunitară în iunie 1995 pentru a proteja un număr necunoscut de specii din flora spontană și fauna sălbatică aflate în arealul zonei. Situl a fost protejat și ca arie specială de conservare în martie 2018.

## Biodiversitate
Situată în ecoregiunea mediteraneană, aria protejată conține 1 habitat natural: Straturi cu Posidonia (Posidonion oceanicae).
La baza desemnării sitului se află un număr nedeclarat de specii protejate.